# Fernando Montiel Klint
Fernando Montiel Klint (Ciudad de México, 1978) es un fotógrafo mexicano. Se formó en la Escuela Activa de Fotografía y en el Centro de la Imagen. Su obra ha sido exhibida en galerías y museos en distintos países tanto de manera individual como colectiva y ha participado en numerosas bienales y concursos de fotografía tanto en México como en el extranjero. Actualmente es miembro del Sistema Nacional de Creadores en México.
Sus obras forman parte de colecciones públicas y privadas, entre las que destacan: el Museo de Arte de Guangdong (China), el Museo de Historia Natural (Polonia), el Museo de Artes Fotográficas MoPA (San Diego, EEUU), el Museo de Arte Contemporáneo de Santiago (Chile), Maison européenne de la photographie (Francia), la Fototeca Latinoamericana FOLA (Argentina), Kenyérgyár Siofok 320 (Hungría), Nave K (España), Museo de Arte Contremporáneo (Aguascalientes, México), Colecciones Wittliff, Universidad Estatal de Texas (EEUU).
Además, ha impartido talleres en países como México, Arabia Saudita, Ecuador y Uruguay.

## Obra
Su lenguaje fotográfico ha sido definido como narrativo y cinemático. Realiza fotografía artística en la que frecuentemente explora el vínculo entre la naturaleza y la humanidad, así como la influencia de la tecnología, la enajenación y los medios masivos de comunicación en el siglo XXI. En su fotografía busca mostrar una realidad alterada a través de la utilización de edición digital y de inteligencia artificial.
Sobre su exploración artística, Montiel Klint menciona que:
“Mi curiosidad artística me impulsa a crear imágenes surrealistas de percepciones alteradas, explorando lo posthumano y lo no humano. Mi trabajo se refiere al estado de hipermodernidad.” 

### Proyectos
- Anfibio dorado (2022 a la fecha)- Proyecto con el que busca explorar el vínculo entre la mente, lo humano y la naturaleza. Ha sido expuesto en muestras colectivas e individuales en países de Europa, Asia y México. Con éste fue ganador del Premio de la adquisición en la XX Bienal de Fotografía del Centro de la Imagen en México.[9]
- Distopia (2017)- Proyecto con el que buscó plasmar lo posthumano y la hipermodernidad -concepto retomado de Gilles Lipovetsky-, así como indagar la influencia de la tecnología en la humanidad a partir de la creación de escenarios artificiales en referencia a la virtualidad.[10]Según la revista Wired, “Fernando Montiel Klint creó su propia visión de ciencia ficción del futuro”[11] en el que la sociedad se enfoca en la tecnología y deja a un lado la biodiversidad.[12] Para estas fotografías, viajó durante 20 meses por México y la costa oeste de Sudamérica, como Huacachina en Perú, La Rioja en Argentina y el Desierto de Atacama en Chile, las cuales retocó haciendo uso de herramientas digitales.[11]Con esta serie fue finalista en el Verzasca Foto Festival 2021, obtuvo el tercer lugar en el PH Museum de Londres.[13]
- Doubernard (2015)- Serie con la que explora la imagen a partir de los archivos familiares y la memoria.
- Sinapsis (2014)- A través de personajes, buscó plasmar imágenes que “inviten a la concentración”.
- Actos de fe (2010)- Serie donde explora el acto de creer en la sociedad contemporánea. Con ella participó en eventos tales como el Festival Internacional de Fotografía de Singapur[14]y en Les Recontres de la photographie en Arlés, Francia.[15]
- Nirvana (2008)- Con esta serie, el fotógrafo buscó explorar la imagen del humano dentro de la sociedad posmoderna. Se mostró en exposiciones en países como España y Colombia.
- Tiempos modernos (2004-2005)- Fotografías narrativas que exploran la sociedad de consumo.
- Tres (2003)- Serie en la que plasma la noción del yo, el súper yo y el ello de Freud.

## Exposiciones
Ha participado en el Festival de Fotografía de Helsinki (Finlandia), el Fotofestival Lenzburg (Suiza), en 212 Photography (Estambul, Turquía), en el Verzasca Foto Festival 2021 (Suiza), en el Athens Photo Festival 2020, el Dong Gang Photo Festival 2016 (Corea), en la Bienal Photoquai 2015 del Museo quay Branly (París, Francia), el Festival de Fotografía de Auckland 2013 (Australia) y el festival Fotoencuentros de Murcia y Cartagena en 2008 (España).

### Individuales
- Anfibio dorado, Exit. La librería, Ciudad de México (2024).[20]
- The Golden Amphibian, Atelier für photographie en Berlín, Alemania (2023).
- The Golden Amphibian, Gallerie Ogrodowa 8, Polonia.
- Distopía, Centro de Fotografía de Montevideo, Uruguay, (2019-2020).
- Sinapsis en Kiev, Ucrania dentro del festival KievFotoCom (2012)
- Actos de Fe en Kiev, dentro de Rencontres d’Arles (2011).
- Actos de Fe, en la Galería Fernando Pradilla, Madrid (2011).
- No Escape, San Antonio Museum of Art (2010).
- Nirvana, Casa Escorza, Guadalajara, México (2009).[21]
- Espacio Confinado, Colegio de Arquitectos de Murcia, España (2008).
- Nirvana, Museo Archivo de la Fotografía, México (2008).[10]
- Espacio confinado, Centro de la Imagen, México (2006).

### Colectivas
- XX Bienal de Fotografía, Centro de la Imagen, Ciudad de México (2023).
- Ouroboros a Mexican Cycle, Pingyao China, curaduría por Alasdair Foster
- Mundos Mexicanos, 25 Fotógrafos Contemporáneos, Irlanda, Polonia, España y en Bélgica en el Bozar en el Palacio de Bellas Artes, Bélgica.
- XV Bienal de Fotografía, Centro Nacional de las Artes, Ciudad de México (2013).
- No Escape: Photographs of the Brothers Montiel Klint, San Antonio Museum of Art SAMA (2011).

## Premios y distinciones
- Premio de la adquisición en la XX Bienal de Fotografía del Centro de la Imagen de México (2023).[22]
- Mención de honor en el XXXIII Encuentro Nacional de Arte Joven México.
- Premio del XXVI Encuentro Nacional de Arte Joven México.
- Premio de adquisición en el XXII Encuentro Nacional de Arte Joven México.
- Primer lugar en el Concurso de Fotografía Contemporánea Fahrenheit, Omnilife México (2001).[23]

## Publicaciones
- Rose Tarlow, Three Houses (con fotografías de Miguel Flores-Vianna, François Halard y Fernando Montiel Klint), Editorial Vendome, Nueva York (2022).
- Catálogo de la exhibición Ouroboros - a Mexican cycle: features the work of Pablo López Luz, Fernando Montiel Klint and Dulce Pinzón (2012).
- Alfonso Alfaro, La casa de Luis Barragán (con fotografías de Fernando Montiel Klint, Gerardo Montiel Klint y Pablo López Luz), Editorial RM, México (2011).[24]
- «Develar y detonar. Fotografía en México ca. 2015», curaduría de Hydra, proyecto del Centro de la Imagen, Fundación Televisa, editorial RM.